# Dead End Kings
Dead End Kings ist das neunte Studioalbum der schwedischen Metal-Band Katatonia. Es erschien im Jahr 2012 bei Peaceville Records.

## Entstehung und Veröffentlichung
Nach Night Is the New Day verließen die Norrman-Brüder die Band. Per Eriksson und Niklas Sandin wurden kurzfristig als Ersatz für die anstehenden Konzerte engagiert, wurden aber bald feste Bandmitglieder. In den Jahren 2010 und 2011 tourten Katatonia ausgiebig, bis schließlich ein neues Album eingespielt wurde. An Dead End Kings war wieder Frank Default als Keyboarder beteiligt, Silje Wergeland von The Gathering wirkte als Gastsängerin mit. Das Album wurde von Anders Nyström und Jonas Renkse produziert und von David Castillo abgemischt. Travis Smith zeichnete erneut für das Artwork verantwortlich. Neben der regulären CD-Fassung erschienen auch limitierte LP- und DVD-Audio-Fassungen sowie eine Deluxe-Auflage mit CD, LP, DVD und Buch.

## Titelliste
1. The Parting – 4:52
2. The One You Are Looking For Is Not Here – 3:52
3. Hypnone – 4:07
4. The Racing Heart – 4:06
5. Buildings – 3:28
6. Leech – 4:23
7. Ambitions – 5:07
8. Undo You – 4:56
9. Lethean – 4:39
10. First Prayer – 4:28
11. Dead Letters – 4:49

## Stil
Das Album knüpft an Katatonias charakteristische Mischung aus Progressive Rock, Dark Rock und Dark Metal von Night Is the New Day an und verfeinert sie weiter. Die Stücke sind meist melancholisch und insgesamt etwas ruhiger, sie greifen dennoch hin und wieder auf die typischen schweren Riffs und Gitarrenwände zurück. Auch Klangflächen und elektronische Effekte finden wieder Verwendung.

## Rezeption
Das Album wurde von der Presse überwiegend positiv aufgenommen. Sebastian Hauck von den Babyblauen Seiten bemängelt allerdings, „dass man das alles irgendwie schon kennt, […] Strukturen, Harmonien, Riffs, ja sogar ganze Passagen wirken vertraut, fast so als würde die Band sich selbst kopieren“. Auch Oliver Paßgang von powermetal.de findet, „mehr Abwechslung, vor allem im Vergleich zur eigenen Diskographie, hätte es dann doch sein dürfen.“ Anton Kostudis von metal.de lobt jedoch die „mitreißende Atmosphäre und Emotionalität“ des Albums. Raziq Rauf von BBC Music bezeichnet Dead End Kings als „weiteres exzellentes Album“ voller „Momente eindrucksvoller, majestätischer Schönheit“. Im deutschen Metal Hammer war es Album des Monats September 2012.